# ファドゥーツ大聖堂
ファドゥーツ大聖堂（ファドゥーツだいせいどう、ドイツ語: Florinskirche in Vaduz）または聖フローリン大聖堂 （せいフローリンだいせいどう、ドイツ語: Kathedrale St. Florin）は、リヒテンシュタインのファドゥーツにあるネオゴシック建築の教会。ファドゥーツ大司教区の中心的な教会である。教区教会として設立し、1997年に大聖堂となった。
中世初期の教会跡を基礎としてフリードリヒ・フォン・シュミットによって1874年に建設された。守護聖人は9世紀のヴィンシュガウの聖人・レミュスのフローリヌス（フローリン）。
ファドゥーツの教区は使徒憲章Ad satius consulendumの中でヨハネ・パウロ2世によって1997年12月2日に設立された。それまではスイスのクール管区リヒテンシュタイン司教地方代理であった。厳粛な儀式が1997年12月12日に執り行われ、ファドゥーツ教区教会はファドゥーツ大聖堂に昇格した。
フランツ・ヨーゼフ2世と妻・ゲオルギーナ・フォン・ヴィルツェクはどちらも1989年にこの大聖堂に埋葬された。エルザ・フォン・グートマンもここに眠っている。
隣家に生まれたヨーゼフ・ラインベルガーが7歳から12歳にかけてオルガニストを務めていた。また聖堂内のオルガン(スタインメイヤー製)は1873/74にかけてラインベルガーによってデザインされた。またラインベルガーの生家は国立音楽学校となっている